# Harlton
Harlton – wieś w Anglii, w hrabstwie Cambridgeshire, w dystrykcie South Cambridgeshire. Leży 9 km na południowy zachód od miasta Cambridge i 73 km na północ od Londynu. W 2001 miejscowość liczyła 303 mieszkańców.